# Berthold Otto
Berthold Otto (* 6. August 1859 in Bienowitz (Landkreis Liegnitz), Schlesien; † 29. Juni 1933 in Berlin) war ein deutscher Reformpädagoge und Gründer der Hauslehrerschule in Berlin-Lichterfelde.

## Leben
Berthold Otto wurde als Sohn eines Gutsbesitzers geboren. In früher Kindheit kam es zu einem Umzug nach Rendsburg, da der Vater eine aktive Offizierslaufbahn anstrebte. Das Gut wurde verkauft. In Rendsburg und später in Schleswig besuchte Otto das Gymnasium (Dom-Schule) bis zum Abiturabschluss als Jahrgangsbester.
Von 1878 bis 1883 studierte Otto in Kiel und Berlin nicht nur Philosophie, Pädagogik und Psychologie, sondern auch Volkswirtschaft, Finanzwissenschaften sowie Sprachwissenschaften. Sein Ziel, Hochschullehrer zu werden, konnte er nicht verwirklichen. Seine Doktorarbeit über den Liberalismus wurde nicht akzeptiert, da sie sich nach Ansicht der Kommission mit der Meinung des gemeinen Volkes beschäftigte.
So wurde Berthold Otto 1883 Privat- und Nachhilfelehrer, um „es auf diesem Wege bis zum Universitätskatheder bringen zu können“. Basierend auf den dadurch gesammelten Erfahrungen und Beobachtungen entstand sein erstes Buch „Der Lehrgang der Zukunftsschule“, welches allerdings erst 1901 veröffentlicht wurde. In dieser Zeit arbeitete Otto auch als Redakteur, unter anderem im Brockhausverlag.
1887 heiratete Berthold Otto. Aus dieser Ehe gingen insgesamt vier Kinder hervor. (Seine älteste Tochter heiratete 1906 den Philosophen Rudolf Pannwitz.)
Da das preußische Kultusministerium auf das pädagogische Handeln Berthold Ottos aufmerksam wurde, kam es im Jahre 1902 zum Umzug nach Berlin. Durch die finanzielle Unterstützung des preußischen Kultusministerium hatte Otto die Möglichkeit, sich voll und ganz auf seine pädagogische Arbeit zu konzentrieren. Diese Tatsache hebt Otto von anderen forschenden Pädagogen ab, da er sich nicht um die Finanzierung seines Projektes kümmern musste, sondern sich völlig auf das Austesten seiner pädagogischen Konzepte konzentrieren konnte. Infolgedessen gründete er 1906 die Hauslehrerschule in Berlin-Lichterfelde.
1910 erschien Berthold Ottos politisches Hauptwerk „Der Zukunftsstaat als sozialistische Monarchie“; dort führte er anhand gegenständlicher Beispiele die Auswirkungen seiner politischen, wirtschaftlichen und pädagogischen Ideen auf das Leben im Gemeinwesen vor. Ein ebenso gewichtiges Werk veröffentlichte Berthold Otto 1918 unter dem Titel „Mammonismus, Militarismus – Krieg und Frieden“, in welchem er die zuvor veröffentlichten Erkenntnisse verallgemeinert und auf ihre Grundkräfte und -ursachen zurückgeführt schildert. Auch zu erwähnen ist der 1918 verfasste „Offene Brief an Lenin oder seine Nachfolger“.
Aus gesundheitlichen Gründen gab Berthold Otto 1930 die Leitung seiner Schule an seine Tochter Irmgard ab. Trotzdem arbeitete Otto bis zu seinem Tod am 29. Juni 1933 als Lehrer in seiner Schule weiter.

## Pädagogische Ansichten
Berthold Ottos Pädagogik entstand aus seiner langjährigen pädagogischen Praxis als Vater von vier Kindern, Hauslehrer sowie Lehrer und Schulleiter seiner Hauslehrerschule.

### Bildung des Kindes
Otto hat die Grundüberzeugung, dass „in jedem Kind der Trieb nach dem ihm möglichen geistigem Wachstum vorhanden und wirksam ist“, daher ist es wichtig, das Kind bei seinen eigenen Bedürfnissen abzuholen und entsprechend seinen Leistungen und „seinem Trieb nach geistigem Wachstum“ zu fördern.
Die Voraussetzung für ein solches Handeln ist die Anerkennung der Kindheit als eigenständige Entwicklungsphase. Eine weitere Voraussetzung ist nach Otto, dass man das Kind als eigenständige Persönlichkeit ernst nimmt und den „geistigen Verkehr“ mit der jüngeren Generation fördert.
Daher hat das Kind immer das Recht zu fragen, um zu neuem Wissen zu gelangen. Diese Fragen müssen von Erwachsenen ernst genommen werden, da es sonst zu ungewollten Entwicklungszuständen kommen kann. Das heißt, wenn das Kind das Gefühl hat, dass seine Frage nicht ernst genommen wird, kommt es sich dumm und gesellschaftlich untergeordnet vor. Es verliert die Motivation, Fragen zu stellen und sich dadurch selbstständig weiterzubilden, und dies kann im Ernstfall zu einem Entwicklungsstillstand führen.
Um dieses Fragerecht zu verdeutlichen, wurde es in drei Stufen eingeteilt.
- Die erste Stufe umfasst das einfache Fragen nach einem greifbaren Gegenstand (Gefühle und komplexe Zusammenhänge sind für das Kind noch nicht geistig erfassbar).
- In der zweiten Stufe befasst sich das Kind mit der Zweckmäßigkeit des Gegenstandes, um in der dritten Stufe auf die „Warum-Frage“ zu stoßen.

Als Beispiel mag gelten:
- - a) Was ist das? Eine Lok
  - b) Was macht es? Es fährt (schnelle Fortbewegung)
  - c) Wie macht es das? Dampf (Dampfmotor)

Ein weiterer Punkt zur Bildung des Kindes ist die Feststellung von Otto, dass sich Kinder bei ihren Wissensbestrebungen an Gleichaltrigen orientieren. Als Beispiel lässt sich hierfür anführen, dass sich Kinder gerne um dieselben Spielsachen bemühen und es dadurch auch zu Konflikten kommen kann. Dieses Beispiel lässt sich auch auf Wissen übertragen. Wenn ein Kind beispielsweise anfängt, sich für Dinosaurier zu interessieren, wird sich diese Wissbegierde wahrscheinlich auch auf die anderen Kinder in seinem näheren Umfeld übertragen, und die gesamte Gruppe wird sich somit selbständig weiterbilden.

### Bildung des Lehrers
Zitat: „Der Lehrer hat da seine Persönlichkeit einzusetzen, er darf niemals gezwungen werden, eine Überzeugung zu heucheln, die er nicht hat; aber man muss von ihm Toleranz für alle gegenteiligen Überzeugungen verlangen.“
Berthold Otto verlangt von seinen Lehrern, den Schülern uneingeschränkte Toleranz entgegenzubringen. Er erwartet, dass sich diese Toleranz auf alle Fachbereiche inner- und außerschulisch bezieht. Bezüglich der religiösen und der politischen Einstellung verlangt Otto absolute Akzeptanz der eigenen Meinung der Schüler. Durch diese Akzeptanz des Lehrers sollen die Schüler selber lernen, andere Meinungen zu akzeptieren und vor allen Dingen auch zu respektieren.
Der Lehrer soll die Schüler in der eigenen Meinungsfindung unterstützen. Vor allem wenn sie eine andere Meinung vertreten, aber keine ausreichenden Argumente vorweisen, soll der Lehrer ihnen eine entsprechende Hilfestellung geben können, um sie in ihrem Freidenken zu unterstützen.
Wenn es zu Diskussionen kommt, bei denen der Lehrer mangels eigenen Fachwissens eine Frage nicht oder nicht umfassend genug beantworten kann, so muss er dies zugeben und sich selbstständig weiterbilden, um das Versäumte nacharbeiten zu können und dieses neue Wissen im folgenden Unterricht einbringen zu können.
Auch der Lehrer ist, wie Eltern und das komplette soziale Umfeld des Kindes, angehalten, jede Frage des Schülers ernst zu nehmen und entsprechend seinen Möglichkeiten zu beantworten. Auch hier wird die permanente Weiterbildung des Lehrers betont.
Otto wünscht sich Lehrer, die einerseits über ein sehr großes und allumfassendes Fachwissen verfügen, andererseits soll die Lehrkraft über eine Ausbildung in psychologischer Beobachtungsfähigkeit absolviert haben.

### Bildung (in) der Familie
Die Bildung in der Familie betrachtete Berthold Otto als das grundlegendste Element des gesamten Bildungskomplexes. In der Familie werden die grundlegenden Erfahrungen schon vor dem Schuleintritt (5. – 6. Lebensjahr) gesammelt. Bei guter pädagogischer Anleitung der Mutter könnten schulische Einrichtungen gänzlich aufgelöst werden. Diese Forderung war nur hypothetisch zu verstehen und belegt die extreme Gewichtung Ottos auf den geistigen Verkehr mit Kindern in der Familie.
Hierbei sticht besonders sein Konzept der Spracherziehung hervor, welches in drei Abschnitte geteilt ist:
- zur Sprache erziehen (der Sprechende sagt nur Durchdachtes und drückt sich entsprechend verständlich aus). Das Kind lernt in dieser ersten Phase, dass es sich in erster Linie durch Sprache verständlich machen kann, nicht nur durch Mimik und Gestik (weinen, zappeln …) Übergang der prosodischen in die linguistische Kompetenz
- durch die Sprache erziehen (Erscheinungswelt durchdenken, bis sie klar und verständlich ist). In der zweiten Phase erlernt das Kind die Fähigkeit zur Neuanschaffung von Ausdrucksweisen und Begriffen und weiß diese sinnvoll zu gebrauchen (Morphologie, Syntax, Lexikon und Semantik)
- Erziehung der Sprache selbst. Das Kind lernt in der dritten und letzten Phase das bereits Erlernte nach und nach zu perfektionieren, so dass es sich klar und deutlich verständlich machen kann.

### Seine Hauslehrerschule
Berthold Otto gründete, unterstützt vom Preußischen Kultusministerium, in Berlin-Lichterfelde eine private Versuchsschule. Sie ging aus der Hauslehrertätigkeit von Otto selbst hervor und war eine Notwendigkeit eines sich ständig vergrößernden Kreises an interessierten Eltern an Ottos Pädagogik. Er nannte die Schule „Hauslehrerschule“ und verwies damit auf den Gedanken einer Schule als der erweiterten Familie. Durch die Schule wurde Otto in Fachkreisen bekannt. Die Hauslehrerschule wurde deshalb häufig besucht – auch von interessiertem Publikum aus dem Ausland. Sie war die „bekannteste Reformschule jener Zeit“, so der Forscher Wolfgang Scheibe.
Die Schule war für Schüler ab dem sechsten Lebensjahr zugänglich, nach oben war sie nicht begrenzt. Die Schüler konnten jeden Schulabschluss erhalten bzw. auf diesen vorbereitet werden. Das heißt, sie konnten selbst bestimmen, welcher Abschluss für sie der geeignetste ist, und wurden entsprechend darauf vorbereitet und bekamen die Prüfung abgenommen. Nur beim Abitur mussten die Schüler das letzte Jahr auf einer öffentlichen Schule ableisten. Die Klassen waren nicht altersgeteilt, sondern orientierten sich an der Leistung jedes einzelnen Schülers. Dieses bezog sich auf das gesamte Unterrichtskonzept. So konnte ein Schüler in Mathematik einem leistungsstarken Kurs angehören, während er im Gegensatz hierzu im fremdsprachlichen Unterricht einem leistungsschwächeren Kurs angehörte. Unterrichtet wurde nicht nur von ausgebildeten Fachkräften, auch leistungsstärkere Schüler unterrichteten leistungsschwächere. Auch wurde in der Schule das Prinzip der Wissbegierde in die Tat umgesetzt. Das heißt, wenn ein zehnjähriges Mädchen Interesse daran hatte, Faust zu lesen, musste nicht das geistige Niveau des Kindes angehoben werden, sondern der Text auf das Niveau des Kindes gebracht werden.
Der Lehrplan richtete sich nicht nach einzelnen Stunden, sondern orientierte sich auf die komplette Schullaufbahn. Es gab kein Jahrespensum zu absolvieren, sondern die Leistungen wurden auf die komplette Schulzeit verteilt. Um den Übergang von „Mutters Herd“ auf die Schulbank zu erleichtern, diente auch bei Berthold Otto das Spiel als Transmitter. Die Kinder sollten anfangs spielend das Lernen lernen. Zur Entwicklung neuer Spiele wurden auch die älteren Schüler herangezogen. Die Spiele fanden größtenteils unter freiem Himmel statt, was sich auch bei anderen Pädagogen bereits etabliert hatte und sich auch bei kommenden Pädagogen profilieren sollte.
Auch in dieser Schule wurde Ungehorsam mit Strafe belegt. Allerdings wurde diese nicht wahllos diktiert, sondern musste zum Verständnis des Fehlverhaltens für alle und vor allen diskutiert werden. Der Schüler durfte zu seinem Fehlverhalten Stellung beziehen. Die Art der Strafe wurde zuvor in einem Katalog von allen Schülern gemeinsam festgelegt. Die dafür benötigten Gesetze wurden im Gesamtunterricht von den Schülern selbst erarbeitet (Schülergesetze, Schulverfassung und Verhandlungsordnung).
Fritz Karsen, ebenfalls Leiter einer eigenen Versuchsschule, sagte 1924 beim pädagogischen Kongress in München über die Berthold-Otto-Schule:

„Wenn wir in Berthold Ottos Hauslehrerschule in Großlichterfelde gehen, so hat man das Gefühl, als kämen wir aus einem Reiche feinst durchdachter, um nicht zu sagen, ausgeklügelter Methoden, die den Geist zu selbsttätiger Arbeit führen sollen, in einen stillen klaren Bezirk, der ganz beherrscht ist von dem Vertrauen zur vorhandenen Selbsttätigkeit des Kindes und seinem Werden, von Geduld und Wartenkönnen. Berthold Otto weiß, daß die wahre Arbeit des Menschen aus seinem Lebensbedürfnis, seinem Arbeitsbedürfnis entspringt. So hat er versucht, mit wundervollem Radikalismus die Schule ganz auf dem elementaren Bildungstrieb des Kindes aufzubauen.“

Die Berthold-Otto-Schule existiert noch heute, sogar zum Teil in denselben Räumlichkeiten. Nach dem Tod Ottos blieb die Schule in familiären Händen. Auch die Zeit des Nationalsozialismus überlebte die Schule, was verwunderlich ist, da Otto als überzeugter Sozialist bekannt war.

### Der Gesamtunterricht
Der Gesamtunterricht bedeutet das Zusammentreffen aller Schüler in einem großen Raum. Die Schüler bestimmten die Themen des Gesamtunterrichtes selbst. Hierbei handelte es sich um Themen, die sich aus dem Unterricht ergaben, Fragen, die die Schüler privat beschäftigten, und Fragen organisatorischer Natur, die beispielsweise das Zusammenleben in der Schulgemeinde betrafen. Der Lehrer nahm nur die Rolle des Gesprächsleiters ein und nahm sich, so gut es ging, zurück. Er fungierte hierbei nicht als Lehrer, sondern ergänzte das Gespräch bei Bedarf durch eigene Erfahrungen und Wissen.
Im Gesamtunterricht entstand auch das erwähnte Schulgericht, welches als Judikative mit selbstgegebener Satzung über Fehlverhalten der Schüler entschied. Dieses System kann man als Vorreiter der heutigen Schülervertretung bezeichnen. Ein weiteres Gremium der Schule war die Schulkonferenz, die sich aus Schülern, Lehrern und Eltern zusammensetzte und über organisatorische Fragen der Schule abstimmte. Auch dieses System ist heute in verkümmerter Form vorhanden.

## Kritik an der Hauslehrerschule und der Pädagogik Berthold Ottos
Berthold Otto erlaubte Interessenten, in seinem Unterricht zu hospitieren, um einen Einblick in diesen zu bekommen und um sich über seine Arbeit zu informieren. Unter den insgesamt mehreren hundert Hospitanten befand sich unter anderem auch der Oberlehrer A. Böhm aus dem Pädagogischen Universitätsseminar zu Jena. In einem Brief an Otto, datiert vom 7. Juli 1913, übte dieser heftige Kritik an Ottos gesamtpädagogischem Konzept.
Der erste Kritikpunkt bemängelte den nicht vorhandenen Lehr- bzw. Stundenplan. Doch es existierte sehr wohl ein Stundenplan, jedoch durfte dieser von den Schülern selbst gestaltet werden. Nach Meinung von Böhm können Kinder nicht eigenständig entscheiden, was für sie gut ist. Erwachsene (Eltern und Lehrer) müssen ihnen diese Entscheidung abnehmen.
Das Wahlgesetz der Fächer wurde auch kritisiert und sollte, wenn überhaupt, nur für höhere Stufen zugelassen werden.
Diesem Kritikpunkt widerspricht die Auffassung, dass Kinder nicht früh genug lernen können, eigene Entscheidungen zu treffen, und dies von klein auf gefördert werden soll. Die unterschiedlichen Altersstrukturen in den einzelnen Kursen wurden ebenso bemängelt wie die durch den Gesamtunterricht investierte Zeit, die dem Lehrplan verloren ginge. Der Gesamtunterricht wurde zusätzlich zum Unterricht eingeführt. Deshalb kam es nicht zum Verlust wertvoller Lernstunden. Vielmehr dienten diese Stunden zur Ergänzung des eigentlichen Unterrichts und zur Förderung der Kommunikation der Schüler untereinander, der Meinungsbildung im Allgemeinen und dem politischen Grundverständnis. Im Gesamtunterricht wurden Themen besprochen, die nicht für alle Schüler interessant waren. Dem widersprach Otto, indem er auf die gemeinsame Absprache der Themen verwies. So konnte sich jeder Schüler seinen Bedürfnissen entsprechend einbringen und zum Gelingen des Gesamtunterrichts beitragen.
Angeblich wäre das Schulgericht nachteilig für die Charakterbildung, da es die „Dialektik und Rabulistik“ fördere. Otto wollte allen seinen Schüler die Fähigkeit, eine Diskussion zu führen, vermitteln. A. Böhm sieht keine Möglichkeit, das von Otto entwickelte Konzept auf öffentliche Schulen zu übertragen. Jedoch wusste er nicht, dass es bereits zu Übertragungen mit positiver Resonanz gekommen war. Vor allem der Gesamtunterricht wurde von vielen Hospitanten in ihre eigene Schule übernommen.
Die Kritik an seiner Pädagogik sah Otto unbegründet und widerlegte den Großteil der Argumente durch oben genannte Punkte. Einige der Kritiken gingen gegen das Grundverständnis Ottos von Bildung und der Stellung des Kindes.

## Politische und wirtschaftliche Ansichten
Berthold Otto hatte eine „große Abneigung gegen das gesamte politische Parteiwesen“.
Nach Ottos Ansicht möchte in einer Demokratie jeder an die Macht, um seinen Willen durchzusetzen, auch gegen das Gemeinwohl. Das heißt, nach Otto, es könne keine wirkliche Demokratie geben, da das ganze System auf einem Machtbestreben jedes einzelnen bzw. jeder einzelnen Partei bestehe. Die Partei, die durch eine Wahl an die Macht gelänge, könne ihre gesamten politischen Vorstellungen umsetzen, die allerdings bei einer Neuwahl mit der Mehrheit einer anderen Partei oder Koalition unter Umständen wieder rückgängig gemacht werden könnten. Besonders gut sei dies am bestehenden Schulwesen sichtbar. Es wäre unvorstellbar, wenn zuerst in sämtlichen Schulen der evangelische Schulunterricht durchgesetzt würde und dann dieser Lernplan nach vier Jahren durch einen katholischen umgeworfen würde, und das alles nur, weil eine neue Regierung durch das Volk an die Macht gewählt wurde.
Otto bemerkt dazu kritisch:
„Leute die ihr Recht suchen, geraten immer in Rechtsstreitigkeiten miteinander; Leute die ihre Pflicht tun werden einander Kameraden zu gemeinschaftlichen Leistungen.“
Daher schwebte ihm eine sozialistische Monarchie anstelle einer kapitalistischen Gesellschaft vor. Diese sollte, da in Deutschland nach dem Ersten Weltkrieg nicht mehr möglich, in Russland von „Lenin, oder seinem Nachfolger“ durchgesetzt werden. Otto wollte Lenin durch einen offnen Brief, datiert auf den 3. März 1918, auf seine Gedanken aufmerksam machen. Ob dieser Brief Lenin jemals erreicht hat und ob es eine Reaktion Lenins auf diesen Brief gab, ist bis heute nicht bekannt. In diesem Brief verwies Otto auf sein Buch „Der Umsturz“ (erschienen 1896; in Russland zensiert, folglich bekannt), ging aber nicht davon aus, dass Lenin dieses gelesen hatte. Deshalb schrieb er ihm eine Zusammenfassung mit den für Lenin wichtigsten Argumenten der Staatsführung im sozialistischen Stil. Ottos Form der Monarchie sollte folgendermaßen beschaffen sein:
In Russland kam es während der Revolution zu einer Ermordung der obersten Schicht. Der Adel und das Bildungsbürgertum wurden entmachtet und umgebracht. Otto hielt dies für unwirtschaftlich, da er es nicht für sinnvoll erachtete, Menschen auszuschalten, die in Wirtschaft und Staatsführung Erfahrung hatten und diese in einem neuen System einbringen könnten.
Sein wichtigstes Anliegen war die Abschaffung des Geldes. Geld ist immer der größte Machtfaktor in einem Staat. Durch Geld kann man alles erreichen und es spaltet das Volk in drei Gruppen (Armut, Mittelstand, Reichtum). Um dies zu verhindern, sollte für das gemeine Volk kein Geld zur Verfügung stehen. Nur für Staatsbelange mit anderen Ländern sollte es existieren.
Familien sollten in Gruppen eingeteilt werden, denen Vertrauensmännern zugeordnet werden. Diese V-Männer notieren sich die Bedürfnisse der einzelnen Familien und treffen mit anderen V-Männern zusammen, um die Gesamtbedürfnisse der Bevölkerung eines Stadtteils zusammenzutragen. Dieses Prinzip verläuft bis hoch an die Spitze (König).

## Absolventen der Berthold-Otto-Schule
Zu den bekannten Absolventen gehört unter anderen Götz George.
Für einige Monate besuchten Hananja und Stephan Pinner 1934 diese Schule, die sich durch eine große Toleranz auszeichnete. Ernst Pinner, der Bruder von Margarete Turnowsky-Pinner, jüdischer Rechtsanwalt in Lichtenrade, kritisierte trotzdem diese Schule, da sie nicht seinen Leistungsansprüchen entsprach. Ernst Pinner: „Ich habe mich in der letzten Zeit eine ganze Menge um meine Jungen gekümmert. Ich bin mit ihnen recht zufrieden, dagegen nicht mit der Schule, die recht weichlich ist. Bis Ostern lasse ich sie aber bestimmt dorthin gehen, zumal mir heute an dem Ton der Schule gelegen sein muss und in dieser Richtung ist nicht zu klagen. Es wird nur m.E. nicht straff genug gearbeitet.“

## Werke (Auswahl)
Otto veröffentlichte neben pädagogischen auch einige politische und volkswirtschaftliche Arbeiten. Im Ganzen umfasst seine Bibliografie etwa 60 Titel. Hier zwei seiner zentralen pädagogischen Werke:
- Die Zukunftsschule, 2 Teile (1901–1914)
- Die Reformation der Schule (1912)